# Fudbalski Klub Rudar Pljevlja 2009-2010
Questa voce raccoglie le informazioni riguardanti il Fudbalski Klub Rudar Pljevlja nelle competizioni ufficiali della stagione 2010-2011.

## Rosa
| N. |                       | Ruolo | Calciatore       |
| -- | --------------------- | ----- | ---------------- |
|    | Montenegro (bandiera) | P     | Milan Mijatović  |
|    | Montenegro (bandiera) | P     | Miloš Radanović  |
|    | Serbia (bandiera)     | D     | Veselin Bojić    |
|    | Montenegro (bandiera) | D     | Stefan Lutovac   |
|    | Montenegro (bandiera) | D     | Fadil Basic      |
|    | Montenegro (bandiera) | D     | Stevan Reljić    |
|    | Montenegro (bandiera) | D     | Miroje Jovanović |
|    | Montenegro (bandiera) | D     | Mihailo Aleksić  |
|    | Montenegro (bandiera) | D     | Bojan Ivanović   |
|    | Montenegro (bandiera) | D     | Mijusko Bojović  |
|    | Montenegro (bandiera) | D     | Vladan Adžić     |
|    | Montenegro (bandiera) | D     | Dušan Nestorović |
|    | Montenegro (bandiera) | D     | Zoran Vuković    |
|    | Montenegro (bandiera) | C     | Miodrag Zec      |
|    | Montenegro (bandiera) | C     | Nermin Useni     |
|    | Montenegro (bandiera) | C     | Neđelko Vlahović |

| N. |                                 | Ruolo | Calciatore         |
| -- | ------------------------------- | ----- | ------------------ |
|    | Montenegro (bandiera)           | C     | Miloš Vraneš       |
|    | Suriname (bandiera)             | C     | Lorenzo Valaga     |
|    | Montenegro (bandiera)           | C     | Armin Mahmutović   |
|    | Montenegro (bandiera)           | C     | Blazo Igumanović   |
|    | Montenegro (bandiera)           | C     | Adi Bambur         |
|    | Bosnia ed Erzegovina (bandiera) | C     | Ferid Idrizović    |
|    | Montenegro (bandiera)           | C     | Predrag Brnović    |
|    | Montenegro (bandiera)           | C     | Nikola Sekulić     |
|    | Montenegro (bandiera)           | C     | Danilo Tomić       |
|    | Serbia (bandiera)               | C     | Dušan Mićić        |
|    | Montenegro (bandiera)           | C     | Nikola Lečić       |
|    | Serbia (bandiera)               | A     | Predrag Ranđelović |
|    | Montenegro (bandiera)           | A     | Saša Jovović       |
|    | Montenegro (bandiera)           | A     | Milivoje Mrdak     |
|    | Montenegro (bandiera)           | A     | Aleksandar Minić   |